# Lichtgrijze spanner
De lichtgrijze spanner (Lithostege griseata) is een nachtvlinder uit de familie van de spanners (Geometridae). 
De voorvleugellengte bedraagt tussen de 14 en 16 mm. De basiskleur van de voorvleugel is lichtgrijs, langs de achterrand van de vleugel is vaak een vage lijn te herkennen. Er komen bruinige exemplaren voor. De franje is wit.
De lichtgrijze spanner gebruikt sofiekruid en gewone steenraket als waardplanten. De rups is te vinden van juni tot augusuts. De soort overwintert als pop, soms meerdere winters. Er is jaarlijks een generatie die vliegt van halverwege mei tot juli.
De soort komt verspreid van grote delen van Europa tot de Kaukasus en Centraal-Azië. De lichtgrijze spanner is in Nederland een zeer zeldzame soort zonder recente waarnemingen. Ook in België is de soort zeer zeldzaam en vooral waargenomen langs de kust. 